# Эйсоптрофобия
Эйсоптрофобия (от др.-греч. εἴσοπτρον «зеркало» +  φόβος «страх») — специфическая фобия, заключающаяся в боязни зеркал и страхе увидеть собственное отражение в них. Может быть связана с дисморфофобией — озабоченностью своей некрасивостью, уродством или старостью.
Психоаналитик Шандор Ференци выделяет две основные причины: боязнь самопознания и бегство от эксгибиционизма.

## Известные представители
Русский полководец А. В. Суворов испытывал нелюбовь к зеркалам. Как в его собственном доме, так и в тех домах, которые он посещал, снимали или завешивали зеркала. Если же ему случалось увидеть себя нечаянно в зеркале, то он закрывал глаза, морщился, кривлялся, начинал бегать и покидал помещение. Причём эта фобия Суворова была так широко известна его современникам, что даже получила отражение в художественной литературе. Например, в повести Э. Т. А. Гофмана «Приключения в новогоднюю ночь» (1815), действие которой происходит в Берлине в начале XIX века, человека, испытывающего боязнь зеркал, в шутку называют «генералом Суворовым».